# カロル・シフィデルスキ
- カロル・シヴィデルスキ

カロル・グジェゴシュ・シフィデルスキ（Karol Grzegorz Świderski, 1997年1月28日 - ）は、ポーランド・ヴィエルコポルスカ県ラヴィツ出身のサッカー選手。セリエA・エラス・ヴェローナ所属。ポーランド代表。ポジションはFW。

## クラブ経歴
2014年にヤギエロニア・ビャウィストクと契約。8月23日のシロンスク・ヴロツワフ戦でプロデビュー。2015年6月3日のMKSポゴニ・シュチェチン戦では、途中出場から4分後にプロ初ゴールを記録。2015-16シーズン以降出場機会を増やし、2018-19シーズンは、シーズン途中まで8ゴールを決めた。
2019年1月19日、PAOKテッサロニキと3年半の契約を締結。加入後11試合4ゴールを記録。加入1年目の2018-19シーズンは、PAOKにとっての歴史的なシーズンとなり、ギリシャ・スーパーリーグで34年振りに優勝。更にカップ戦 キペロ・エラーダスでも優勝し、二冠を達成。リーグ優勝を決めた4月21日のレヴァディアコスFC戦では、シフィデルスキもゴールを決め、リーグ優勝に花を添えた。翌2019-20シーズンより先発に定着し、自身初となるシーズン二桁ゴールの11ゴールを記録。2020-21シーズンも11ゴールを決め、再びキペロ・エラーダスで優勝した。
2022年1月26日、シャーロットFCに移籍した。
2024年2月1日、エラス・ヴェローナFCにローン移籍した。

## 代表経歴
2014年から各ユース世代のポーランド代表に随時招集され、2019年には自国開催のUEFA U-21欧州選手権2019に出場。
2021年3月の2022 FIFAワールドカップ・ヨーロッパ予選にフル代表初招集。29日のアンドラ戦で、後半途中にロベルト・レヴァンドフスキとの交代で起用され、更に試合終了間際にゴールも決め、代表戦初出場初ゴールを達成。5月にはUEFA EURO 2020の代表に選出された。

## 人物
- PAOKテッサロニキ在籍時の2020-21シーズンは香川真司と共にプレー。その香川からは｢多くの事を学んだ｣と語っている[8]。

## 代表歴

### 出場大会
- ポーランド代表
  - 2022 FIFAワールドカップ

### 試合数
- 国際Aマッチ 28試合 10得点（2021年-）[9]

| ポーランド代表 | 国際Aマッチ | 国際Aマッチ |
| 年             | 出場        | 得点        |
| -------------- | ----------- | ----------- |
| 2021           | 14          | 6           |
| 2022           | 5           | 2           |
| 2023           | 9           | 2           |
| 2024           |             |             |
| 通算           | 28          | 10          |

## タイトル
PAOK
- ギリシャ・スーパーリーグ: 2018-19
- キペロ・エラーダス: 2018-19, 2020-21